# Драгутинович, Ивица
И́вица Драгути́нович (серб. Ивица Драгутиновић / Ivica Dragutinović; 13 ноября 1975, Приеполе, Югославия), также известный как Дра́го (серб. Драго / Drago) — сербский футболист, защитник.

## Карьера
С 2002 по 2004 год был капитаном льежского «Стандарта».

## Достижения
Севилья
- Обладатель Кубка УЕФА (2): 2005/06, 2006/07
- Обладатель Суперубка УЕФА: 2006
- Обладатель Кубка Испании: 2006/07, 2009/10
- Обладатель Суперкубка Испании: 2007